# X-Win32

X-Win32 é um servidor de ecrã

X-Win32 é um implementação proprietária do X Window System para Microsoft Windows, produzido pela StarNet Communications. Baseia-se no X11R7.4. A versão atual é «2012». www.starnet.com. Consultado em 13 de maio de 2012. Arquivado do original em 5 de maio de 2012.
X-Win32 permite a visualização remota de janelas do UNIX em máquinas Windows em uma janela normal junto com os outros aplicativos do Windows.

## Características
- Standard Connection Protocols - X-Win32 oferece 6 protocolos de conexão padrão, incluindo ssh, telnet, rexec, rlogin, rsh, XDMCP.
- LIVE Connection Protocol - O protocolo de conexão ao vivo é um protocolo proprietário baseado na tecnologia NX. Live adiciona capacidades normalmente não encontradas no protocolo tradicional X11[1] , incluindo a capacidade de suspender, reiniciar, compartilhar e reconectar a partir de qualquer máquina.
- Modo janela - como servidores de outros X para Windows, X-Win32 tem dois modos de janela, única e múltipla. Modo de janela única contém todas as janelas X com uma grande janela raiz visível. Modo de janela múltipla permite que as janelas possam ser gerenciado pelo Gerenciador de Janelas da Microsoft.
- Copiar e Colar - X-Win32 incorpora um gerenciador para área de transferência que permite dinâmica copiar e colar  de texto de clientes X para aplicações Windows e vice-versa. Uma ferramenta de captura de tela também está incluído salvar para um arquivo png.
- Suporte OpenGL - X-Win32 usa a extensão GLX, que permite o suporte OpenGL.

## Produtos relacionados
- X-Win32 Flash é uma versão do X-Win32 que pode ser instalado e executado diretamente de um USB Flash Drive
- LinuxLIVE é um cliente LIVE para sistemas Linux
- MacLIVE  é um cliente LIVE para sistemas Mac OS X
- LIVE Console é um cliente LIVE instalado com o servidor Live, que permite conexões localhost LIVE na origem

## Produtos descontinuados
- X-Win64 é uma versão para Windows de 64 bits,[2]  mas os recursos estendidos em que versão já pode ser encontrado na versão atual do X-Win32.
- X-Win32 LX era comercialmente livre e suportado X Server[3] q para o Microsoft Windows que suporte Microsoft Windows Services for UNIX (SFU).
- Recon-X era um suplemento sobre o produto da eXceed e ReflectionX que acrescentou suspender e retomar a capacidade de executar sessões X. Características da Recon-X foram incorporados à linha de produtos LIVE.